# Historia Warszkowskiego Młyna
Historia Warszkowskiego Młyna – historia pomorskiej osady Warszawski Młyn. Współcześnie osada ta posiada oficjalną nazwę Warszkowo-Młyn i jest częścią sołectwa Warszkowo w województwie pomorskim.

## 1308-1466
Pierwsza pisemna wzmianka o Warszkowskim Młynie pojawiła się w roku 1438 w tzw. Księdze komturstwa gdańskiego. W tym czasie tereny nad Piaśnicą należały do Zakonu Krzyżackiego i były częścią Komturstwa Gdańskiego, a w jego ramach podlegały okręgowi z siedzibą na zamku w Pucku. Wtedy to władze przekazały dochody z czynszu za młyn w wysokości 2 grzywien (marek), w dożywocie Nicolausowi von Lesen.

## 1466-1772
Po zakończeniu wojny trzynastoletniej i II pokoju toruńskim w 1466 roku Warszkowski Młyn znalazł się w nowo powstałych Prusach Królewskich, a w ich ramach w województwie pomorskim. Tereny dawnego krzyżackiego okręgu puckiego przeszły na własność królów Polski, którzy utworzyli starostwo niegrodowe z siedzibą na zamku w Pucku.
W czasach panowanie króla Zygmunta III Wazy, podczas V wojny polsko-szwedzkiej toczącej się w latach 1626-1629 o ujście Wisły, której działania zbrojne rozgrywały się na terenie Prus Królewskich, Warszkowski Młyn poniósł znaczne straty. Świadczą o tym lustracje królewszczyzn dokonane w latach 1627 i 1628: Młynarz od mielenia daje żyta łaszt 1 i florenów 10. (...) Młyn temi czasy spustoszał, żelaza z niego wybrane. 
Okolica ucierpiała również z powodu rekwizycji żywności dokonywanych przez nienależycie opłacane wojska. Ludności szczególnie we znaki dała się chorągiew rotmistrza Jana Bąk-Lanckorońskiego herbu Zadora.
Za rządów Jana Kazimierza, niedługo po potopie szwedzkim, w roku 1664 w starostwie puckim przeprowadzono lustrację, która informuje, że: Młyn Warzkowski leżący ćwierć mili od Piaśnicy, od dwu kół młyńskich płacił 150 florenów czynszu.
W okresie, gdy na polskim tronie zasiadał Jan III Sobieski, który jednocześnie był starostą puckim, przeprowadzono w roku 1678 kolejną lustrację: Warzkowski Młyn - Młynarz Gabryel Hochsweld, produkował konfirmacją teraźniejszego KJM Jana III, pewnego kontraktu swego de data w Pucku, die 9 movembris a. 1609, według którego powinien młyn budować i trzymać go swoim kosztem, a potem dawać łaszt żyta co roku według lustracyji [1664] czynszu florenów 50. Na co powiada, że płacił. Od rzeki też florenów 50. Które ponieważ wypowiada i płacić nie chce, dojrzeć ma i sposobu szukać pan administrator, jakoby ten czynsz nie ginął. Staw tam jest, którego nie ma zażywać młynarz, ale go na zamek spuszczają.
Wg ostatniej lustracji dóbr królewskich, która miał miejsce w roku 1765, czyli za panowania Stanisława Augusta Poniatowskiego, czytamy: 
Młyn Warzkowski – Zastaliśmy na tym młynie młynarza imieniem Krystyjana Egerta, który reprodukował przed nami przywilej ręczny przez JMP Urbana Gostkowskiego, na te czasy generalnego komisarza JMP Jana Weihera, antecessorom jego dany na młyn tenże wyżej wyrażony warzkowski, a przez Najjaśn. królów Jana III, tudzież Augusta III konfirmowany i aprobowany. Od którego corocznie powinni do zamku puckiego oddawać rekognicyi na święto św. Marcina zboża, jakie tylko do młyna tego przyjdzie, to jest lub samo żyto, lub też jakiej mieszanki korców 60. Od rzeki na toż święto złpr 10/10. Lasy (...) same chrusty, po części sośnina młoda.

## 1772-1920
W wyniku I rozbioru Polski teren dawnego starostwa niegrodowego puckiego przeszedł pod władanie Królestwa Prus. Warszkowski Młyn bezpośrednio administracyjnie zaczął podlegać Urzędowi Domenalno-Rentowemu w Pucku (Domainen-Rent-Amt Putzig) i w jego ramach stanowił część prowincji Prusy Zachodnie (Westpreußen).
Jak wynika z tzw. Katastru kontrybucyjnego Prus Królewskich, sporządzonego przez władze pruskie w latach 1772/73, dzierżawcą Warszkowskiego Młyna był Johann Eggert. 
W latach 20. XIX wieku Królewskie Lasy dzierżawiły do celów rybołówstwa jezioro Głodne leżące pomiędzy Warszkowem a Warszkowskim Młynem oraz rzekę Piaśnicę w okolicach Warszkowskiego Młyna, o ile przepływała przez tereny należące do Królewskich Lasów.
Od połowy XIX wieku właścicielem Warszkowskiego Młyna był August Ferdinand Kaufmann wraz z żoną Wilhelmine Charlotte z d. Tischer. Oni to w roku 1844 dokonali wymiany obszaru 57-58 morgów pruskich (ok. 14,5 ha) z Królewskim Nadleśnictwem Darzlubie, pozyskując w ten sposób grunty położone bliżej młyna.
W roku 1850 w Królestwie Prus wprowadzono nową Ordynację Gminną. W związku z tym w powiecie wejherowskim (Kreis Neustadt) uregulowano również podział administracyjny na najniższym szczeblu. Utworzono gminę wiejską nr 68 Warszkowo, w skład której weszła wieś Warszkowo (Warschkau) oraz Warszkowski Młyn (Warschkauer Mühle).
Wg spisu z dnia 1 grudnia 1871 roku dokonanego przez Königlich Preußisches Statistisches Bureau, w Warszkowskim Młynie znajdowały się 4 budynki mieszkalne, zajmowane przez 47 (?) osób.
W marcu 1874 powstały w ramach powiatu wejherowskiego nowe jednostki administracyjne: obwody urzędowe (Amtsbezirk), po polsku nazywane niekiedy wójtostwami. Warszkowski Młyn wraz z gminą Warszkowo, gminą Kniewo oraz obszarami dworskimi Zamostne, Rybno, Opalino, Tyłowo, Lubocino, wszedł w skład obwodu nr XXIV Rybno (Rieben). Pierwszym wójtem (Amtsvorsteher) został ówczesny właściciel dóbr rycerskich Rybno von Blanckensee, a jego zastępcą (Stellvertreter) właściciel Lubocina Rodenacker. 
Pod koniec tego samego roku uruchomiono w Królestwie Prus Urzędy Stanu Cywilnego (Standesamt). Warszkowski Młyn podlegał USC XXIV Rybno, którego zasięg kompetencji pokrywał się z obwodem urzędowym Rybno. Pierwszym urzędnikiem USC (Standesbeamte) został Rodenacker z Lubocina, a jego zastępcą właściciel wolnego sołectwa Georg Cieske z Warszkowa.
Latem 1883 roku przybył do Warszkowskiego Młyna biolog z Uniwersytetu w Królewca Johannes Abromeit, badający roślinność powiatu wejherowskiego. Szczególną uwagę zwrócił w Stawie Młyńskim (Mühlenteich) na grążel żółty, a na okolicznych polach i łąkach przykuły jego zainteresowanie: rolnica pospolita, czyściec polny, prosienicznik gładki, rdest mniejszy, fiołek przedziwny, turzyca dwupienna, tojeść gajowa, wrzosiec bagienny na lewym brzegu Piaśnicy i szczaw wodny. 
W kolejnym roku do Warszkowskiego Młyna zawitał następny naukowiec z Królewca, Alfred Lemcke, który szczególnie interesował się roślinnością wodną. W jeziorze Głodne (Hunger-See) uwagę zwrócił na grążel drobny, a w jeziorku Głębokie (Tiefe See) na sitka tępokwiatowego. 
Na rzece Piaśnicy w Warszkowskim Młynie istniał jaz na węgorze, a w górnym biegu rzeki powyżej młyna występowały pstrągi. 
W roku 1912 jako właściciela Warszkowskiego Młyna odnotowano Hermanna Rackwitz. Jego posiadłość (Mühlengut) obejmowała ogółem 110 ha, z czego 56 to ziemia orna, 37 lasy, 12 łąki i pastwiska, 2,5 wody oraz 2,5 ha nieużytków, podwórza, dróg itd. W gospodarstwie znajdowało się 6 koni, 22 szt. bydła, w tym 13 krów oraz 45 świń. Prowadził on młyn i tartak.
Między 1911 a 1914 rokiem powstała szosa Darzlubie - Leśniewo - Domatówko - Wielka Piaśnica - Warszkowo - Kniewo (dzisiejsza droga powiatowa 1440G) z wytyczonym całkiem nowym pasem drogi na odcinku pomiędzy Wielką Piaśnicą a Warszkowskim Młynem. 
Podczas I wojny światowej w armii Cesarstwa Niemieckiego poległo dwóch mieszkańców Warszkowskiego Młyna: August Pokriefke, lat 30, w 1915 roku i Albert Voigt, lat 27, w 1917 roku. 

## 1920-1939
Na mocy postanowień traktatu wersalskiego, dnia 10 lutego 1920 roku tereny Kaszub wróciły do II Rzeczypospolitej i zostały włączone w skład woj. pomorskiego ze stolicą w Toruniu.
23 czerwca 1921 roku Ministerstwo byłej Dzielnicy Pruskiej swym rozporządzeniem zmienił urzędowe nazwy miejscowości w powiecie wejherowskim. Dotychczasowe niemieckie Warschkauermühle otrzymało oficjalną polską nazwę Warszkowski Młyn.
Według pierwszego spisu powszechnego przeprowadzonego przez GUS w dniu 30 września 1921 roku w Warszkowskim Młynie znajdowały się: 4 budynki mieszkalne, zajmowane przez 28 osób, 13 mężczyzn i 15 kobiet, 24 katolików i 4 ewangelików.
W latach 20. i 30. XX wieku właścicielem Warszkowskiego Młyna nadal był Hermann Rackwitz. Jego posiadłość obejmowała ogółem 110 ha, z czego 56 to ziemia orna, 37 lasy, 12 łąki i pastwiska, 3 wody oraz 2 ha nieużytków, podwórza, dróg itd. W dalszym ciągu funkcjonował zarówno młyn jak i tartak.
W roku 1934 Warszkowski Młyn wraz z całą gmina Warszkowo został przyłączony do nowo powstałej gminy zbiorowej Wejherowo.

## 1939-1945
Już na samym początku okupacji, w odległości zaledwie 2 km od Warszkowskiego Młyna, Niemcy dokonali masowych egzekucji w piaśnickim lesie. Opisał to świadek mieszkający i pracujący w latach 1930-1945 w Warszkowskim Młynie: Od października 1939 r. do kwietnia 1940 r. słyszałem bardzo często, niekiedy codziennie serie strzałów z kierunku lasu piaśnickiego. (...) W listopadzie 39 r. poszedłem w pewną niedzielę do lasu na miejsce egzekucji i widziałem wiele grobów szerokich i długich pokrytych mchem, wrzosem i jagodziną. W niektórych miejscach widziałem puste jeszcze doły. (...) Byłem tam o zmroku. Niemcy bardzo pilnie strzegli tych miejsc. Przekroczenie granicy lasu było zakazane pod karą śmierci. W różnych miejscach na skraju lasu stały tablice ostrzegawcze. 
Podczas II wojny światowej Warszkowski Młyn wchodził w skład gminy zbiorowej Tyłowo (wraz z Domatowem, Wielką Piaśnicą, Karlikowem, Domatówkiem, Nadolem, Świecinem, Sobieńczycami i Warszkowem). 
Władze okupacyjne rozporządzeniem z 25 czerwca 1942 roku zmieniły urzędowe nazwy miejscowości w Okręgu Rzeszy Gdańsk-Prusy Zachodnie. Nazwę Warszkowski Młyn, tak samo jak starą niemiecką Warschkauer Mühle (czasem nowszy zapis: Warschkauermühle), zamieniono na Neuwerdermühle. Miało to być nawiązanie do nazwy, która pojawiła się w akcie lokacyjnym wsi z roku 1404, ale się nie przyjęła i nigdy nie była stosowania.
W tym czasie właścicielem młyna i tartaku w Warszkowskim Młynie był Blaschke.